# Galjipovci
Galjipovci (szerbül: Гаљиповци), település Bosznia-Hercegovinában, a Bosanska Krajina és a Bosanska Posavina közötti átmeneti területen, Prnjavor község területén, a Szerb Köztársaságban. 

## Fekvése
Bosznia-Hercegovina északi részén, Banja Lukától légvonalban 35, közúton 64 km-re északkeletre, községközpontjától légvonalban 2, közúton 3 km-re nyugatra fekvő dombvidéken, 200-250 méteres tengerszint feletti magasságban található. 

## Népessége
| Nemzetiségi csoport | Népesség 1991 | Népesség 2013 |
| ------------------- | ------------- | ------------- |
| Szerb               | 4             | 0             |
| Bosnyák             | 393           | 212           |
| Horvát              | 0             | 0             |
| Jugoszláv           | 1             | 0             |
| Egyéb               | 2             | 0             |
| Összesen            | 400           | 212           |

## Története
A térség 1878-ig tartozott az Oszmán Birodalomhoz, ekkor a berlini kongresszus határozata alapján az Osztrák-Magyar Monarchia része lett. 1879-ben az első osztrák-magyar népszámlálás során a Prnjavori járáshoz tartozó Galjipovci Turski településnek 16 háztartása, 78 muszlim és 15 ortodox lakosa volt. 1910-ben a Prnjavori járáshoz tartozó településen 27 háztartást, 107 muszlim, 25 ortodox, 9 római katolikus és 9 görög katolikus lakost találtak. A monarchia szétesésével 1918-ban előbb a Szerb-Horvát-Szlovén Királyság, majd 1929-től a Jugoszláv Királyság része. 1921-ben a községnek 27 háztartása és 171 lakosa volt. Az 1929-es törvény értelmében, amikor Bosznia-Hercegovinát négy banovinára, Drinskára, Vrbaskára, Zetskára és Primorskára osztották, a település a Vrbaska banovina része lett, amelynek székhelye Banja Luka volt Jugoszlávia megszállása után a Független Horvát Állam (NDH) része lett. A második világháború után a település a szocialista Jugoszláviához tartozott. A daytoni békeszerződést követő területfelosztásnál a település Prnjavor község részeként a Szerb Köztársaság területéhez került.